# Département d'Adzopé
Le département d'Adzopé est un département de Côte d'Ivoire. 

## Géographie

### Localisation
La ville d'Adzopé est située dans le Sud de la Côte d’Ivoire à 105 km d'Abidjan, dans la région de la Mé, sur le fleuve Mé.

### Frontières
Elle est limitée au nord par le département d’Akoupé, au sud par le département d’Abidjan et d’Alépé, à l’est par le département de Yakassé-Attobrou et à l’ouest par le département d’Agboville.

### Territoire
La pluviométrie annuelle est de 1 789 mm.

### Population
En 1998, le département d'Adzopé comptait 280 346 habitants.

## Toponymie
Le nom ‘’Adzopé’’ serait la déformation du mot « Adzépeu » qui signifie « allons nous cacher » (à la vue du blanc). D’autres sources indiquent plutôt qu’Adzopé est dérivé de « Adzeu-Pô » qui veut dire campement d’Adzeu. La version la plus plausible, Adzopé découlerait du mot « Adzo-pun» composé de Adzô » (réparateur) et « pun » (terre ou lieu). En d’autres termes, Adzopé signifie « lieu où l’on répare »ou « campement du réparateur ». Adzopé serait en fait à l’origine, le campement d’une femme nommée Tanoh Chiadon, petite fille et héritière de ADZO, chef de tribu, réparateur d’armes à feu et fabricant d’outils divers.

## Histoire

### Premiers peuplements
Les Akiés ou Attié, population autochtone d’Adzopé, seraient venus par vagues successives entre le XVIe et XVIIIe siècle.

### Région
Le décret no 2011-263 du 28 septembre 2011 érigée le territoire au rang de chef-lieu de région.

## Administration
Le département d’Adzopé compte sept chefs-lieux de sous-préfecture :
- Adzopé ;
- Affery ;
- Agou ;
- Akoupé ;
- Assikoi ;
- Bécédi Brignan ;
- Yakassé Attobrou[1].

## Économie
Le département d’Adzopé dépend essentiellement des activités agricoles. Les activités agricoles portent essentiellement sur les cultures industrielles d’exploitation et les cultures vivrières. Elles sont dominées par le binôme café-cacao. La banane plantain demeure la principale culture vivrière du département. On y cultive aussi le riz, l’igname et le manioc.